# Gaston Gourde
Pour les articles homonymes, voir Gourde.
Vous pouvez aider à l'améliorer ou bien discuter des problèmes sur sa page de discussion.
- Il ne cite pas suffisamment ses sources. Vous pouvez indiquer les passages à sourcer avec {{référence nécessaire}} ou {{Référence souhaitée}}, et inclure les références utiles en les liant aux notes de bas de page. (Marqué depuis août 2025)
- Sa forme n’est pas encyclopédique et ressemble trop à un curriculum vitæ. Modifiez le texte pour aider à le transformer en article neutre. (Marqué depuis août 2025)

- Archive Wikiwix
- Bing
- Cairn
- DuckDuckGo
- E. Universalis
- Gallica
- Google
- G. Books
- G. News
- G. Scholar
- Persée
- Qwant
- (zh) Baidu
- (ru) Yandex
- (wd) trouver des œuvres sur Wikidata

Gaston Gourde LL.L. (né le 17 mars 1950) est un avocat et homme politique canadien. Depuis le 1er avril 2011, il a le statut d'avocat à la retraite.

## Biographie
Né à Saint-Isidore dans la région de Chaudière-Appalaches, il devient député du Parti libéral du Canada dans la circonscription fédérale de Lévis lors d'une élection partielle en 1981 déclenchée après la démission du député sortant Raynald Guay en 1980. Il est secrétaire parlementaire du Solliciteur général du Canada. Il participe à l'Association Canada-Europe lors de la conférence de Terre-Neuve et à la Commission militaire de l'OTAN en 1983 à La Haye. Il est défait en 1984, par le progressiste-conservateur Gabriel Fontaine.
Il fut maire de Saint-Isidore de 1989 à 2001 et préfet de la MRC Nouvelle-Beauce pendant 4 ans. Il est également membre de l'exécutif de la Fédération québécoise des municipalités.
Président de la Régie régionale de la santé et des services sociaux de 1994 à 1999. Président de la Conférence des régies 1997-1998.
Animateur de radio (morning-man) à CJVL-AM, CFLS-AM et CHEQ-FM.Il contribue à cette dernière entreprise de communication comme analyste politique. Depuis 2008, il anime la chronique La loi et l'ordre à CHAA-FM de Longueuil. Depuis 2015, il collabore à CJMD-FM 96,9 de Lévis.
Il est également juge administratif à la Régie des alcools, des courses et des jeux de 2001 à 2007. Vice-président de l'Association des syndicats de copropriété depuis 2009. Il est appelé à présider des assemblées de copropriétaires. Depuis 2014, il est président de la Fédération des copropriétaires du Québec. Il est membre du conseil d'administration de la Caisse populaire du Nord de la Beauce et du CPE des Petits Pommiers de 2011 à 2015. Il est président-fondateur de la Fondation Nicolas-Hamann, vouée à la protection du patrimoine religieux. De 2012 à 2014, il est conseiller politique et chef de bureau de Christian Dubé, député caquiste de Lévis. En 2016 il est nommé président du Marché de Lévis et de la Radio communautaire de Lévis CJMD 96,9.
Le 11 juin 2021, il a annoncé qu'il se présente candidat au poste de conseiller municipal pour le quartier Christ-Roi de Lévis pour le parti Repensons Lévis, mais est défait lors de l'élection.